# Burg (Farrera)
|  | Per a altres significats, vegeu «Burg». |

Burg és un poble i cap del terme municipal de Farrera, a la comarca del Pallars Sobirà.

## Geografia
Està situat al nord del cap del municipi de Farrera, a la dreta del Barranc o Torrent de Burg i als peus del Solà de Burg, en el vessant sud-oest de la Serra de Màniga i als peus, sud-est, d'el Farro. Queda a llevant del poble de Glorieta.
Sense que arribar a tenir del tot aparença de població compacte, les cases de Burg són en el vessant meridional de la serra (El Ferri), a banda i banda del Torrent de Burg. Té a la part central l'església parroquial de Sant Bartomeu i a l'extrem de llevant la capella de Sant Francesc.
Les cases del poble
- Casa Ambrosi
- Casa Ansoi
- Casa Badiot
- Casa Baró
- Casa Bernat
- Casa Besolí
- Casa Bonicoi
- Casa Castell
- Casa Copet
- Casa Cotxo
- Casa Estudiant
- Casa Francàs
- Casa Francès
- Casa Fuster
- Casa Gorra (I)
- Casa Gorra (II)
- Casa Guirilló
- Casa Josep
- Casa Malena
- Casa Manel
- Casa Marc
- Casa Marçal
- Casa Negret
- Casa Noi
- Casa Noiet
- Casa Quila
- Casa Reboll
- La Rectoria
- Casa Retall
- Casa Retat
- Casa Sabissà
- Casa Soda
- Casa Tabolí
- Casa Taulí
- Casa Toni
- Casa Torradet
- Casa Torrat
- Casa Torreno
- Casa Victori

## Història
Joan Coromines explica l'etimologia del topònim Burgo a partir de l'arrel iberobasca burkhi (bedoll). El bedoll és, efectivament, una espècie vegetal molt abundosa en aquestes valls.
Va tenir un castell del qual no queda pràcticament res més que una paret de l'església primitiva dedicada a Sant Cristófol, descrit per Pere Tragó el 1519, el que «fa pensar que no degué ésser enderrocat per ordre del duc de Cardona l'any 1513». En el fogatge del 1553, Burch declara 1 foc eclesiàstic i 11 de laics, uns 60 habitants. El 1845 Pascual Madoz dedica un article del seu Diccionario geográfico... a Burch. Hi diu que és una localitat amb ajuntament, situada en el suau vessant d'un coster, sota una muntanya molt alta. La combaten els vents del nord, i el clima, tot i que fred, és força sa. Tenia en aquell moment 11 cases, una font i l'església parroquial de Sant Bartomeu, amb rector proveït per concurs ordinari. El territori és muntanyós, poc pla i pedregós, i al sud i est del poble hi ha boscos importants. S'hi produïa sègol, patates, llegums i bones pastures. S'hi criaven ovelles, mules i vacum. De cacera, hi havia perdius, conills, llebres, isards i aus de pas. Comptava amb 17 veïns (caps de casa) i 100 ànimes (habitants).
L'estiu de 1938, hi va fer estada el metge Pere Tarrés, des d'on relatà el seu testimoni de la guerra al front a El meu diari de guerra.

## Llocs d'interès
- Església de Sant Bartomeu
- La Caseta de la Coma de Burg: un lloc d'animació cultural i gastronómica, amb L'Espai Tomata, un restaurant que promou la producció de la terra i dansBurg, una sala d'espectacles i de promoció de la dansa.[9]
- L'Aureda